# 韦索瓦区
韦索瓦区（波蘭語：Wesoła，波蘭語發音：[vɛˈsɔwa]）是波蘭首都華沙的一個行政區，位於華沙市轄區東南部。韦索瓦在1968年12月17日獲得城市地位，並在2002年10月27日設區。
韋索瓦區與以下行政區相鄰：
- 北：傑隆卡（沃沃明縣）
- 南：Wiązowna市鎮（奧特沃茨克縣）
- 西：倫貝爾圖夫區、瓦韋爾區
- 東：Sulejówek（明斯克縣）